# Manfred Minnich
Manfred Minnich (1923–1985) es un trompetista, compositor, arreglista y director de orquesta alemán, nacido el 12 de diciembre de 1923 en Fischbach, una pequeña ciudad en el municipio de Quierschied en el estado alemán de Sarre . Hay fuentes muy limitadas sobre Minnich: fundó la SR Dance Orchestra y fue su director principal hasta 1964, y luego entregó la orquesta a Eberhard Pokorny para que la dirigiera, pero continuó trabajando para la SR Dance Orchestra  como editor. Falleció el 17 de agosto de 1985 en su ciudad natal de Fischbach.  Minnich también tenía muchos seudónimos diferentes por los que la gente lo conocía: “Boris Schoska, George Potella y George Winters”.

## Primeros años de vida
Manfred Minnich, nacido en 1923, creció en la Alemania nazi y sus primeros años de vida no están bien documentados. Pero desde joven Minnich desarrolló un talento especial para la música, principalmente con la trompeta, que se convirtió en su instrumento principal. En sus últimos años se expandió en la industria uniéndose a la escena de la composición, lo que llevó a la creación de la SR Dance Orchestra.

## Carrera
Manfred Minnich tocaba principalmente la trompeta; éste fue su instrumento principal a lo largo de su carrera. No era sólo un trompetista, era director, compositor y arreglista musical. Contribuyó ampliamente a la música de la posguerra en Alemania. Minnich formó parte de muchos grupos diferentes, siendo el más conocido el fundador de la SR Dance Orchestra, donde tocó y dirigió música hasta 1964. Formó parte de varias orquestas más diferentes, entre las que se incluyen la Orquesta David Summerfield, la Orquesta Manfred Minnich, la Orquesta Michael Coster, la Tanzorchester Des Saarländischen Rundfunks, la George Winters Band, la George Winters Orchestra y la Manfred Minnich String Orchestra. 
La carrera de Minnich está marcada por muchos logros clave y fechas importantes, la fundación de varias orquestas diferentes es un gran logro, dirigió la orquesta hasta 1963 cuando se la entregó a Eberhard Pokorny,  renunció al papel de director pero continuó contribuyendo como editor musical, esto mantuvo su influencia continua en la escena musical. Desafortunadamente, Minnich no ganó ningún premio. Era un compositor de nicho y su talento no fue muy reconocido.  La canción más exitosa de Minnich es "No more",  que se utiliza en muchos medios, así como en videojuegos populares como Roblox y la conocida caricatura infantil, Bob Esponja . 

## Obras de radio
Como compositor
- 1955: Klaus L. Graeupner: La balada de Kunibert – Director: Peter Arthur Stiller (Obra corta para radio – Radio Saarbrücken )
- 1956: Walter Kolbenhoff : Al final de la calle – Director: Peter Arthur Stiller (Obra de radio – SR)
- 1956: Lester Powell: Lady in the Fog (8 episodios) – Director: Albert Carl Weiland (Obra de radio original, Obra de radio policial – SR)
- 1956: Hans Hömberg: Obra de teatro japonesa sobre sueños – Director: Peter Arthur Stiller (Obra de radio original – SR)
- 1957: Lester Powell: La dama es rubia (8 episodios) – Director: Albert Carl Weiland (Obra de radio original, Obra de radio policial – SR)
- 1959: Lester Powell: La dama de los rizos grises (8 episodios) – Director: Albert Carl Weiland (Obra de radio original, Obra de radio policial – SR)
- 1960: Lester Powell: The Lady Films (8 episodios) – Director: Albert Carl Weiland (Obra de radio original, Obra de radio policial – SR)
- 1961: Lester Powell: The Lady Writes (8 episodios) – Director: Albert Carl Weiland (Obra de radio original, Obra de radio policial – SR)
- 1962: Hans Hömberg: El caballo de la alegre alondra – Adaptación y dirección: Jörg Franz (Obra de radio original – SR)
- 1962: Wolfgang Altendorf : The Kraptaken-Tuft – Director: Jörg Franz (Obra original de radio – SR)
- 1962: Rainer Puchert: Maniobra – Director: Miklos Konkoly (Radio Play – SR)
- 1964: Lester Powell: The Many-Loved Lady (6 episodios) – Director: Albert Carl Weiland (Obra de radio original, Obra de radio policial – SR)
- 1971 : Lester Powell: La dama es imprudente (5 episodios) – Director: Albert Carl Weiland (Obra de radio original, Obra de radio policial – SR)

Fuente: ARD-Hörspieldatenbank 

## Discografía
- 1970: Orquesta de Gerhard Narholz, Orquesta de Manfred Minnich – Dance Express, Tip Record Production
- 1970: Orquesta de cuerdas Manfred Minnich, Studio One
- 1971: Cosas retro con cuerdas – Manfred Minnich
- 1973: Música para bailar, Karussell [5]
- 1973: Orquesta Manfred Minnich/Orquesta Herbert Küster - Fiesta de medianoche, Karussell
- La orquesta de Manfred Minnich/La orquesta de Gerhard Narholz, Studio One
- Orquesta Manfred Minnich/Ernst Bogenhaus, Europhon
- Orquesta Manfred Minnich, Orquesta Rick Lane – Fiesta de baile, Tirol
- La Orquesta de Cuerdas Manfred Minnich, Studio One

## Enlaces web
«Die Orchester der Saarbrücker Radiosender». Saar-Nostalgie. Consultado el 30 de noviembre de 2024.